# Albert Howard
Albert Howard (8 de diciembre de 1873 - 20 de octubre de 1947) fue un botánico, micólogo inglés, pionero en la agricultura ecológica y personaje protagonista en los principios del movimiento ecologista. Ha sido considerado el padre de la agricultura ecológica moderna.
Trabajó en la India como asesor en agricultura y estuvo al frente de una granja de investigación del gobierno en Indore. Después de estudiar la agricultura hindú tradicional pasó a ser partidario de ella en detrimento de la agricultura convencional. Aunque viajó a la India para enseñar las técnicas agrícolas de occidente descubrió que, definitivamente, los hindúes podían enseñarle más a él. Un aspecto importante del que se dio cuenta fue la conexión entre los terrenos de cultivo sanos y la población, el ganado y las cosechas sanas. Patrick Holden, director de la Soil Association, citó a Howard diciendo: «la salubridad de la tierra, la planta, el animal y el hombre es una e indivisible». Howard fue presidente de la decimotercera edición del Congreso de Ciencia de la India en 1926.
Se le ha llamado el padre del compostaje moderno, debido a que refinó un sistema de compostaje hindú y lo convirtió en lo que conocemos ahora como el método Indore. Basándose en documentos desarrolló técnicas de agricultura ecológica y divulgó sus conocimientos a través de la Soil Association con base en el Reino Unido y del Rodale Institute en Estados Unidos. Su libro publicado en 1940, An agricultural testament, es un clásico de los textos de agricultura ecológica. Su trabajo influenció e inspiró a muchos agricultores y científicos en agricultura que promovieron el movimiento ecologista, incluyendo a Lady Eve Balfour (también pionera en esta área) y J. I. Rodale(Rodale Institute).

## Algunas publicaciones
- Howard, Albert & Howard, Gabrielle L.C (1907), «Note on Immune Wheats», The J. of Agricultural Sci. (Cambridge University Press) 2 (03): 278-280, doi:10.1017/S0021859600000575.

- Howard, Albert; Howard, Gabrielle L.C.; & Khan, Abdur Rahman (1910), The economic significance of natural cross-fertilization in India, India Dept. of Agriculture. Memoirs. Botanical series, Vol. III, (No.6) Calcutta: Thacker, Spink & Co.; London: W. Thacker & Co.. (Published for the Imperial Department of Agriculture in India; Calcutta). Listing at Open Library

- Howard, Albert (febrero de 1921), «The Influence of Soil Factors on Disease Resistance», Ann. of Applied Biology 7 (4): 373-389, doi:10.1111/j.1744-7348.1921.tb05525.x.

- Howard, Albert (1 de enero de 1925), «The Effect of Grass on Trees», Proc. of the Royal Soc. Series B, contiene Papeles de caracter biológico 97 (683): 284-321, JSTOR 81054, doi:10.1098/rspb.1925.0003.

- Howard, Albert; and Howard, Gabrielle L.C (1929), The Development of Indian Agriculture, India of Today, Vol. VIII (2ª edición), Londres: Humphrey Milford and Oxford University Press, consultado el 9 de agosto de 2010.

- Howard, Albert; and Wad, Yeshwant D (1931), The Waste Products of Agriculture: Their Utilization as Humus, Oxford: Humphrey Milford & Oxford University Press, consultado el 9 de agosto de 2010.

- Howard, Albert (29 de febrero de 1936), «Manufacture of Humus by the Indore Process», Nature 137 (3461): 363-363, doi:10.1038/137363b0, consultado el 9 de agosto de 2010.

- Greenwell, Sir Bernard; Howard, Sir Albert; & Wrench, G.T. (febrero de 1939), «Address to a Meeting of the Farmers' Club», J. of the Farmers' Club, Discussion held at the Royal Empire Society, Craven Street, W.C.2, on Monday 30 January 1939 (Part 1).

- Howard, Albert (27 de mayo de 1939), «Medical "Testament" on Nutrition (correspondence concerning the Cheshire Medical Testament on Nutrition)», British Medical Journal 1 (4090): 1106, doi:10.1136/bmj.1.4090.1106. (Registration to view BMJ articles is free).

- Howard, Albert (29 de julio de 1939), «"Medical Testament" on Nutrition (correspondence)», British Medical J. 2 (4099): 251, doi:10.1136/bmj.2.4099.251.

- Howard, Sir Albert (1943), An Agricultural Testament, Oxford, UK: Oxford University Press, archivado desde el original el 2 de julio de 2010, consultado el 9 de agosto de 2010. pdf per Special Rodale Press Edition, 1976.

- Howard, Sir Albert & Howard, Louise E (1945), Farming and Gardening for Health or Disease, (Subsequently published as The Soil and Health), London: Faber and Faber Ltd, consultado el 10 de agosto de 2010.

- Howard, Sir Albert (1945), «Introduction (Howard on earthworms)», The Formation of Vegetable Mould through the Action of Worms with Observation on their Habits, London: Faber and Faber, consultado el 9 de agosto de 2010. (Howard's introduction to the 1945 publication of Charles Darwin's book, first published in 1881).

- . (marzo de 1947), «Harnessing the Earthworm», Organic Gardening 10 (4).

- . (abril de 1947), «Organic Campaign», Organic Gardening 10 (5).

- . (septiembre de 1947), «The Animal As Our Farming Partner», Organic Gardening 11 (3), consultado el 9 de agosto de 2010.

- . (noviembre de 1947), «How to Avoid a Famine of Quality», Organic Gardening 11 (5).

- . (2006. First published 1947), The Soil and Health: A Study of Organic Agriculture, University Press of Kentucky, ISBN 978-0-8131-9171-3, consultado el 9 de agosto de 2010. (publicado por Faber & Faber en 1945 en Farming and Gardening for Health or Disease)